# 中國冶金科工股份有限公司
2008年12月，中國冶金科工集團有限公司聯同寶鋼集團，合資成立子公司中國冶金科工股份有限公司 (上交所：601618，港交所：1618)，經營包括中冶集團除紙業外的所有業務。中冶在2009年中於上海及香港上市。香港H股首日上市收報5.61元，比招股價6.35元下跌11.65%。

## 住宅物業
青龍頭逸璟．龍灣
1. ↑  .   [2015-06-07]. （原始内容存档于2012-07-10）.
2. ↑  中國中冶Ａ股發行價為5-5.42元[永久]
3. ↑  .   [2015-06-07]. （原始内容存档于2017-10-01）.
4. ↑  香港H股最終定價為6.35元。 （页面存档备份，存于）